# ヘートヴィヒ・エリーザベト・シャルロッテ・フォン・シュレースヴィヒ＝ホルシュタイン＝ゴットルプ
ヘートヴィヒ・エリーザベト・シャルロッテ・フォン・シュレースヴィヒ＝ホルシュタイン＝ゴットルプ（独：Hedwig Elizabeth Charlotte von Schleswig-Holstein-Gottorp, 1759年3月22日 - 1818年6月20日）は、スウェーデン王カール13世の王妃。1774年から1818年まで書かれた、歴史的資料として有名な日記をつけた人物である。スウェーデン語ではヘドヴィグ・エリサベト・シャルロッタ・アヴ・オルデンブリ（Hedvig Elisabet Charlotta av Oldenburg）。

## 生涯
アドルフ・フレドリク王の弟でオルデンブルク公およびリューベック司教侯であるフリードリヒ・アウグスト1世と、フレドリク1世王の姪ウルリカ・フリーデリケ・フォン・ヘッセン＝カッセルの娘として、リューベック司教座があったオイティン（現在のドイツ・シュレースヴィヒ＝ホルシュタイン州の都市）で生まれた。1774年、従兄で当時セーデルマンランド公だったカールと政略結婚した。
15歳でスウェーデン宮廷へやってきた時から、小さな公爵夫人と呼ばれ、その機知と美しさで社交界の中心人物となった。引っ込み思案だったソフィア・マグダレーナ王妃と対照的な華やかな存在として、当時のファッションでも宮廷一の理想の女性だった。夫カールもヘートヴィヒも、多くの愛人がいたことが知られており、ヘートヴィヒはフェルセン伯爵と一時期関係があった。
カールとヘートヴィヒの間には、ロヴィーサとカール・アドルフの一男一女が生まれたが、ともに1歳になる前に夭折し、その後子供に恵まれなかった。1809年に夫がカール13世として即位すると、ヘートヴィヒも王妃となったが、同時に王位継承者が問題となった。ヘートヴィヒは退位したグスタフ4世アドルフかその長男グスタフの復位を支持するグスタフ派に就いた。しかし、カールがナポレオン配下のジャン＝バティスト・ベルナドット元帥（のちのカール14世ヨハン）を後継と決めると渋々受け入れた。1810年、ベルナドットのスウェーデン来訪時には冷たく接したと言われるが、その人間的魅力を知ったヘートヴィヒはすぐベルナドットびいきとなった。しかし、翌1811年にスウェーデン入りした妻デジレ・クラリーのことは好きになれず、宮廷であからさまに侮蔑していたという。あまりの居づらさと慣れない気候に耐えかね、デジレは半年で夫と一人息子オスカルを残して単身フランスへ帰り、再びスウェーデンで暮らすようになったのはヘートヴィヒの死後の1823年からであった。
ヘートヴィヒは1818年にストックホルムで没した。